# Sandra Blázquez
Sandra Blázquez (Madrid, 23 gennaio 1987) è un'attrice e modella spagnola, nota per aver interpretato il ruolo di Luna nella serie Cambio de clase, per quello di Alma nella serie Fisica o chimica (Física o química), per quello di Luz nella serie Tierra de Lobos - L'amore e il coraggio (Tierra de Lobos) e per quello di Huertas López Valbuena nella soap Una vita (Acacias 38).

## Biografia
Sandra Blázquez è nata il 23 gennaio 1987 a Madrid (Spagna), fin da piccola ha mostrato un'inclinazione per la recitazione.

## Carriera
Sandra Blázquez ha già una certa esperienza come attrice poiché nel 1998 è stata interprete secondaria nella serie Al salir de clase, in cui ha ricoperto il ruolo della sorella di Fran (interpretato da Carlos Castel). Nello stesso anno le è stata presentata la possibilità di essere la presentatrice del programma Club Megatrix, dove ha lavorato per due anni. Nel 2001 ha avuto diversi ruoli episodici in Javier ya no vive solo e Ana y los siete.
Nel 2003 la serie La vida de Rita le ha dato l'opportunità di interpretare nuovamente un personaggio secondario e il grande piacere di lavorare con Veronica Forqué e Pepón Nieto, tra gli altri. Avrebbe avuto di nuovo ruoli episodici in Hospital Central in due episodi fino a quando nel 2006 nella serie Cambio de clase ha avuto un ruolo da protagonista, Luna.
Dal 2009 al 2011 ha preso parte al cast della serie giovanile Fisica o chimica (Física o Química), interpretando il ruolo della malvagia e misteriosa Alma, una ragazza con molte cose nascoste. Dopo la fine di quest'ultima serie, ha recitato nella miniserie biografica Rocío Dúrcal, volver a verte per Telecinco, dando vita alla figlia maggiore della cantante Rocío Dúrcal, Carmen Morales.
Tra il 2011 e il 2014 ha lavorato nella serie Tierra de Lobos - L'amore e il coraggio (Tierra de Lobos) dove si è unita a metà della seconda stagione interpretando il ruolo di Luz, la cugina di Sebastián (interpretato da Joel Bosqued). Nel 2013 ha ricoperto il ruolo di Sofía nella serie El don de Alba. Nel 2013 e nel 2014 ha recitato nella serie di Antena 3 Vive cantando con María Castro, che è andata in onda nel settembre dello stesso anno. Dal 2016 al 2018 ha interpretato il ruolo di Huertas López Valbuena nella soap opera in onda su La 1 Una vita (Acacias 38).
Nel 2017, insieme a María Fabregas, ha fondato la ONG, Idea Libre, che concentra le sue attività in Kenya, con la quale sono riusciti a costruire una scuola, dove sono iscritti quasi 200 bambini.
Nel 2019 è apparsa come personaggio secondario nella serie quotidiana Servir y proteger, in cui ha ricoperto il ruolo di Sandra Vallejo. Alla fine del 2020 è uscito il suo libro Me dije hazlo y lo hice, dove racconta come ha fondato la ONG, cosa l'ha portata ad essa, perché ha deciso di unire la sua carriera artistica con il suo lavoro umanitario e le esperienze da quando è arrivata nel paese africano. Durante la reclusione di quell'anno, Atresmedia ha annunciato un progetto speciale, una reunion della serie Fisica o chimica (Física o Química) per la piattaforma Atresplayer Premium.

## Filmografia

### Cinema
- Primer y último amor, regia di Antonio Giménez Rico (2002)
- Matar al ángel, regia di Daniel Múgica (2004)
- Botell-off, regia di Mapi Laguna e Dionisio Naranjo (2007)

### Televisione
- Al salir de clase – serie TV (1998)
- Ana y los siete – serie TV (2002)
- La vida de Rita – serie TV (2003)
- La sopa boba – serie TV (2004)
- Hospital Central – serie TV (2004-2005, 2007)
- Cambio de clase – serie TV (2006-2008)
- Hay que vivir – serie TV (2007)
- El caso Wanninkhof – miniserie TV (2008)
- Fisica o chimica (Física o Química) – serie TV (2009-2011)
- Rocío Dúrcal, volver a verte – miniserie TV (2011)
- Tierra de Lobos - L'amore e il coraggio (Tierra de Lobos) – serie TV (2011-2014)
- El don de Alba – serie TV (2013)
- Vive cantando – serie TV (2013-2014)
- José Mota presenta – serie TV (2016)
- Una vita (Acacias 38) – soap opera, 145 episodi (2016-2018)
- Servir y proteger – serie TV (2019)
- Física o química: El reencuentro – serie TV (2020-2021)

### Cortometraggi
- No mires ahí, regia di Daniel Romero (2013)

## Programmi televisivi
- Furor (1999)
- Club Megatrix (1999)
- Tal cual lo contamos (2010)
- Family Feud: la batalla de los famosos (2021)

## Opere
- Sandra Blázquez, Me dije hazlo y lo hice, Letrame, 2020, ISBN 9788418398933.

## Doppiatrici italiane
Nelle versioni in italiano dei suoi film e delle sue serie TV, Sandra Blázquez è stata doppiata da:
- Gaia Bolognesi[25] in Fisica o chimica[26]
- Gea Riva[27] in Tierra de Lobos - L'amore e il coraggio[28]
- Jolanda Granato[29] in Una vita[30]